# Centaurea flosculosa
Centaurea flosculosa — вид квіткових рослин айстрових (Asteraceae). Ендемік південних Альп: Франція, Італія, Швейцарія.